# Cirrhitichthys falco
Cirrhitichthys falco es una especie de pez del género Cirrhitichthys, familia Cirrhitidae. Fue descrita científicamente por Randall en 1963.
Se distribuye por el Indo-Pacífico: Maldivas a Samoa, al norte en las islas Ryūkyū, al sur de la Gran Barrera de Coral y Nueva Caledonia. La longitud total (TL) es de 7 centímetros. Habita en planicies arrecifales exteriores y taludes. Puede alcanzar los 46 metros de profundidad.
Está clasificada como una especie marina inofensiva para el ser humano.